# Philematium festivum
Philematium festivum es una especie de escarabajo longicornio del género Philematium, tribu Callichromatini, subfamilia Cerambycinae. Fue descrita científicamente por Fabricius en 1775.

## Descripción
Mide 17-28 milímetros de longitud.

## Distribución
Se distribuye por Benín, Camerún, Costa de Marfil, Etiopía, Gabón, Ghana, Guadalupe, Guinea-Bisáu, Malí, Uganda, República Centroafricana, República Democrática del Congo, Santo Tomé, Senegal, Sierra Leona y Togo.